# دنی مارکوف
دنی مارکوف (روسی: Даниил Евгеньевич Марков؛ زادهٔ ۳۰ ژوئیهٔ ۱۹۷۶) بازیکن هاکی روی یخ اهل روسیه است.
از باشگاه‌هایی که در آن بازی کرده‌است می‌توان به فیلادلفیا فلایرز، فینیکس کایوتیس، و کارولینا هوریکانز اشاره کرد.